# Linus Pauling
Linus Carl Pauling, född 28 februari 1901 i Portland, Oregon, död 19 augusti 1994 i Big Sur, Monterey County, Kalifornien, var en amerikansk fysikalisk kemist, biokemist och fredsaktivist.

## Biografi

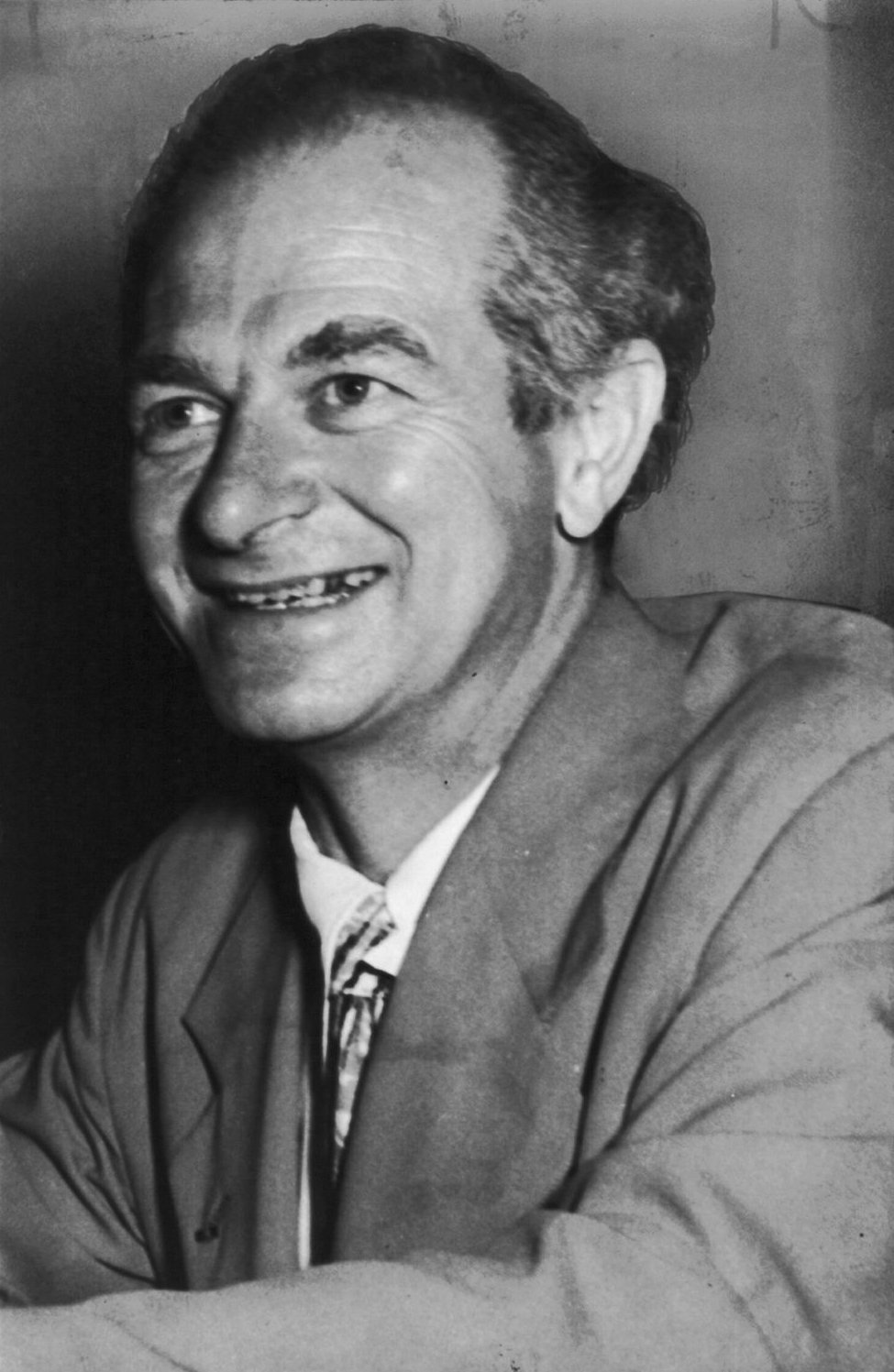
Linus Pauling, år 1954.

Pauling var en föregångare i tillämpningen av kvantmekanik på kemi och mottog Nobelpriset i kemi 1954 för sitt arbete med kemiska bindningar. Han gjorde också viktiga bidrag till kristall- och proteinstrukturbestämning, och var en av molekylärbiologins grundare. Hans studier av proteinernas byggnad ledde till upptäckten att den genetiska sjukdomen sicklecellanemi har att göra med en felaktighet i hemoglobinmolekylen.
Pauling mottog också Nobels fredspris 1962 för sin kampanj mot ovanjordiska kärnvapenprov. Han är därmed den enda person som har fått två Nobelpris som ensam mottagare. Fyra personer till har fått flera Nobelpris, men då har åtminstone något av dem varit delat.
Han tilldelades också de amerikanska utmärkelserna National Medal of Science 1974 och Willard Gibbs-priset 1946, samt den brittiska Davymedaljen 1947.
På äldre dagar propagerade han starkt för nyttan av att intaga C-vitamin (askorbinsyra) i stora mängder. Han fick dock utstå en hel del kritik för detta sitt engagemang, då hans påståenden ansågs vetenskapligt dåligt underbyggda.

## Övrigt
Linus Pauling har fått en mellan/-högstadieskola i Corvallis, Oregon uppkallad efter sig.

## Utmärkelser
- Asteroiden 4674 Pauling[15]

- Guggenheimstipendiet,  1926[16]
- ACS-priset i kemi,  1931
- Irving Langmuir-priset,  1931[17]
- William H. Nichols Medal Award,  1941[18]
- Föreläsning till Sillimans minne,  1945
- Willard Gibbs-priset,  1946[4]
- Davymedaljen,  1947[19]
- Presidentens merit-medalj,  1948[20]
- Liversidge-priset,  1948[21]
- Utländsk ledamot av Royal Society,  27 maj 1948[22]
- Hedersdoktor vid Sorbonne,  27 november 1948[23]
- Hedersdoktor vid Toulouse universitet,  1949[24]
- Nobelpriset i kemi,  1954[25][26]
- Hedersdoktor vid Montpelliers universitet,  1958[27]
- Årets humanist,  1961[4]
- Nobels fredspris,  1962[28][26][4]
- Gandhi Peace Award,  1962[4]
- Guggenheimstipendiet,  1965[16]
- Linus Pauling Award,  1966[29]
- Roebling-medaljen,  1967[30][4]
- Lenins fredspris,  1969
- National Medal of Science,  1974
- Lomonosov-guldmedaljen,  1977[4]
- NAS Award in Chemical Sciences,  1979
- Priestleymedaljen,  1984[31]
- Lavoisiers medalj,  1986
- George C. Pimentel Award in Chemical Education,  1987[32]
- Tolman Award,  1990[33][34]
- California Hall of Fame,  2008
- Fellow of the American Academy of Arts and Sciences
- Medlem av Royal Society of Edinburgh
- Medlem av American Physical Society
- Chemical Pioneer Award

[Redigera Wikidata]